# S/2004 S 37
S/2004 S 37 — естественный спутник Сатурна. Его открытие было объявлено Скоттом Шеппардом, Дэвидом Джуиттом и Дженом Клина 8 октября 2019 года из наблюдений, проведённых в период с 12 декабря 2004 года по 2 февраля 2006 года.
Диаметр S/2004 S 37 — около 4 км, большая полуось —  16 003 300 км, период обращения — 752,88 земных суток, обращается вокруг Сатурна с прямым направлением под наклоном 164° к плоскости эклиптики, эксцентриситет орбиты — 0,506.